# Laophontidae
Laophontidae é uma família de crustáceos da ordem Harpacticoida.